# Andreas Matty
Johann Andreas Matty (* 7. August 1800 in Alzey; † 8. März 1871 in Lonsheim) war ein deutscher Politiker. Er war Abgeordneter der 2. Kammer der Landstände des Großherzogtums Hessen.	

## Leben
Andreas Matty war der Sohn des Pfarrers und Inspektors Friedrich Franz Matty (1755–1833) und dessen Ehefrau Anna Barbara geb. Keßler. Der Protestant Matty war verheiratet.	
Matty studierte an der Hessischen Ludwigs-Universität Evangelische Theologie. Er wurde Mitglied der Alten Gießener Burschenschaft Germania (1819) und des Corps Rhenania (1822). Nach seinem Studium war er 1822–1826 Vikar in Alzey und 1826–1828 in Kettenheim. Er war 1828–1836 Pfarrer in Eppelsheim und legte dann den Dienst nieder. 1850 gehörte er der Zweiten Kammer der Landstände an. Er wurde für den Wahlbezirk Rheinhessen 8/Worms gewählt.	